# Suite bergamasque

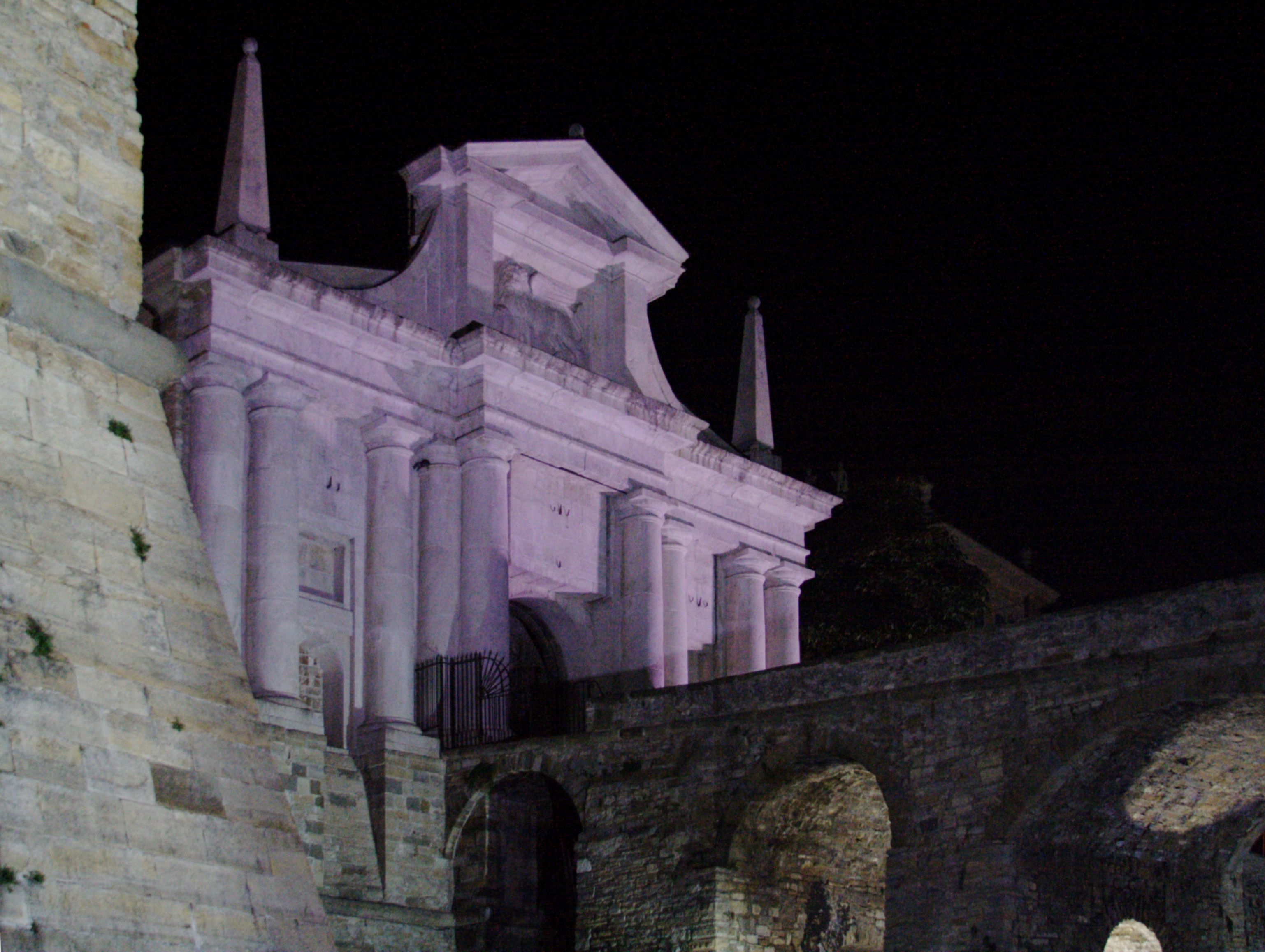
Porta San Giacomo in Bergamo in der Nacht.

Die Suite bergamasque (frz. [sɥit bɛʁɡaˈmask] Suite aus Bergamo) ist eine Klaviersuite von Claude Debussy. Sie zählt zu den bekanntesten Werken des französischen Komponisten. Die Suite wurde im Jahr 1890 komponiert, aber erst 1905 veröffentlicht und besteht aus vier Sätzen:
1. Prélude (Vorspiel, Auftakt)
2. Menuet (Menuett)
3. Clair de Lune (Mondglanz, Mondschein)
4. Passepied

Die Prélude steht in der Tonart F-Dur. Der zweite Satz ist mit Menuet (a-Moll) betitelt. Der dritte Satz ist der berühmte Clair de Lune (Des-Dur), das im 9/8-Takt gehalten ist,  und ursprünglich Promenade sentimentale hieß. Der vierte und letzte Satz ist schließlich das Passepied in fis-Moll, welches ursprünglich den Titel Pavane trug.

## Clair de Lune
Der berühmteste Teil der Suite bergamasque ist der dritte Satz. Der Name ist sehr wahrscheinlich von dem Gedicht Clair de Lune (frz.: Mondlicht bzw. Mondschein) von Paul Verlaine inspiriert. Der Titel der Suite wurde vermutlich von dem in der zweiten Zeile des Gedichts vorkommenden Zitat „masques et bergamasques“ angeregt.
Das Stück fand in vielen Filmen Verwendung und wurde vielfach adaptiert.

## Passepied
Das Passepied ist das den Schlusssatz bildende Stück der Klaviersuite. Im Tempo (Allegretto ma non troppo) ist es deutlich flinker als die anderen Sätze des Zyklus. Es ist in seinem Grundtimbre subtil an die Traditionen des gleichnamigen, französischen Rundtanzes des Barockzeitalters angelehnt.
Auch wenn es nie ansatzweise an die Popularität des Clair de Lune anknüpfen konnte, so ist es dennoch manchmal als Hintergrundmusik (wie in Fernsehfilmen, oder Dokumentation) zu hören und wurde ebenfalls für unterschiedlichste Instrumentalgruppierungen arrangiert.